# Kees Rijvers
Cornelius Bernardus „Kees“ Rijvers (* 27. Mai 1926 in Breda-Princenhage; † 4. März 2024) war ein niederländischer Fußballspieler und -trainer. Von 1981 bis 1984 war er als Bondscoach für die Nationalelf der „Oranjes“ verantwortlich. Als Spieler gehörte der Halblinke zu den ersten Niederländern, die Anfang der 1950er Jahre nach Frankreich gingen, wo sie für ihren Sport bezahlt wurden; dort hat Rijvers auch nach dem Ende seiner aktiven Laufbahn noch lange gelebt. Im Nationaldress bildete er zusammen mit Abe Lenstra und Faas Wilkes im Nachkriegs-Jahrzehnt den „Goldenen Innensturm“.

## Der Spieler

### Im Verein
Der nur 1,65 m große Spielmacher, meist als Halbstürmer eingesetzt, begann das Fußballspielen in seiner Geburtsstadt, zunächst bei Groen-Wit Breda und anschließend beim NAC; dort wurde er bereits mit 20 zum Nationalspieler. Er war schon fast 25, als er ein Angebot des französischen Erstdivisionärs AS Saint-Étienne annahm, mit dem Fußball Geld zu verdienen. Bei seiner Ankunft in Saint-Étienne zu Jahresbeginn 1951 hatte er eine schwere Kiste dabei; sie war mit fast 100 kg Schraubstollen gefüllt, die in Frankreich bis dahin ungebräuchlich waren. In den ersten zweieinhalb Jahren bei den Verts (so die geläufige Bezeichnung der ASSE-Spieler) führte der Niederländer in 76 Meisterschaftsbegegnungen Regie und erzielte auch 20 Treffer. In der Liga reichte es allerdings nur zu Plätzen im Tabellenmittelfeld. 1953 wechselte er zum Hauptstadtclub Stade Français, mit dem er keine 12 Monate später aber sogar absteigen und in der Division 2 spielen musste.
Deshalb war Kees Rijvers froh, dass er 1955 zu Saint-Étienne zurückkehren durfte. Dort baute Trainer Jean Snella mit Rachid Mekhloufi und Eugène Njo-Léa zwei neue, spielstarke und torgefährliche Angreifer in die Kampfmannschaft ein, und der routinierte 29-jährige Spielgestalter fand in ihnen seine idealen Anspielstationen. 1956 musste die Elf noch mit dem vierten Platz vorliebnehmen – Meister OGC Nizza hatte zwei Punkte Vorsprung vor den Verts –, aber ein Jahr später hieß der Titelträger AS Saint-Étienne. Es war auch Rijvers' erste Meisterschaft, wobei er daran ganz entscheidenden Anteil hatte. Deshalb wurde er für die Saison 1956/57 mit der Étoile d’Or von France Football als beständigster Spieler der Liga ausgezeichnet.
Überraschenderweise zog es ihn unmittelbar anschließend in seine Heimat, und bis 1960 spielte er für Feyenoord Rotterdam, dessen erfolgreiche Zeit mit mehreren Titeln in der Eredivisie (ab 1961) er aber knapp verpasste. Denn er kehrte trotz seiner 34 Jahre ein drittes Mal zu Saint-Étienne zurück, spielte dort noch zwei Jahre in der ersten Liga und wurde 1962 sogar noch Pokalsieger, auch wenn er beim Endspiel auf der Ersatzbank Platz nehmen musste. Anschließend hängte er noch eine Saison bei seinem Stammverein in Breda an und beendete anschließend seine Spielerzeit.
In Frankreich erhielt er zwei Spitznamen: Trottinette aufgrund seiner schnellen, kurzen Schritte und Trois Pommes (wörtlich „drei Äpfel“, entspricht dem deutschen „Dreikäsehoch“) wegen seiner geringen Körpergröße. In den Niederlanden nannten sie ihn häufig kurz Prof („Profi“).

### In der Nationalelf

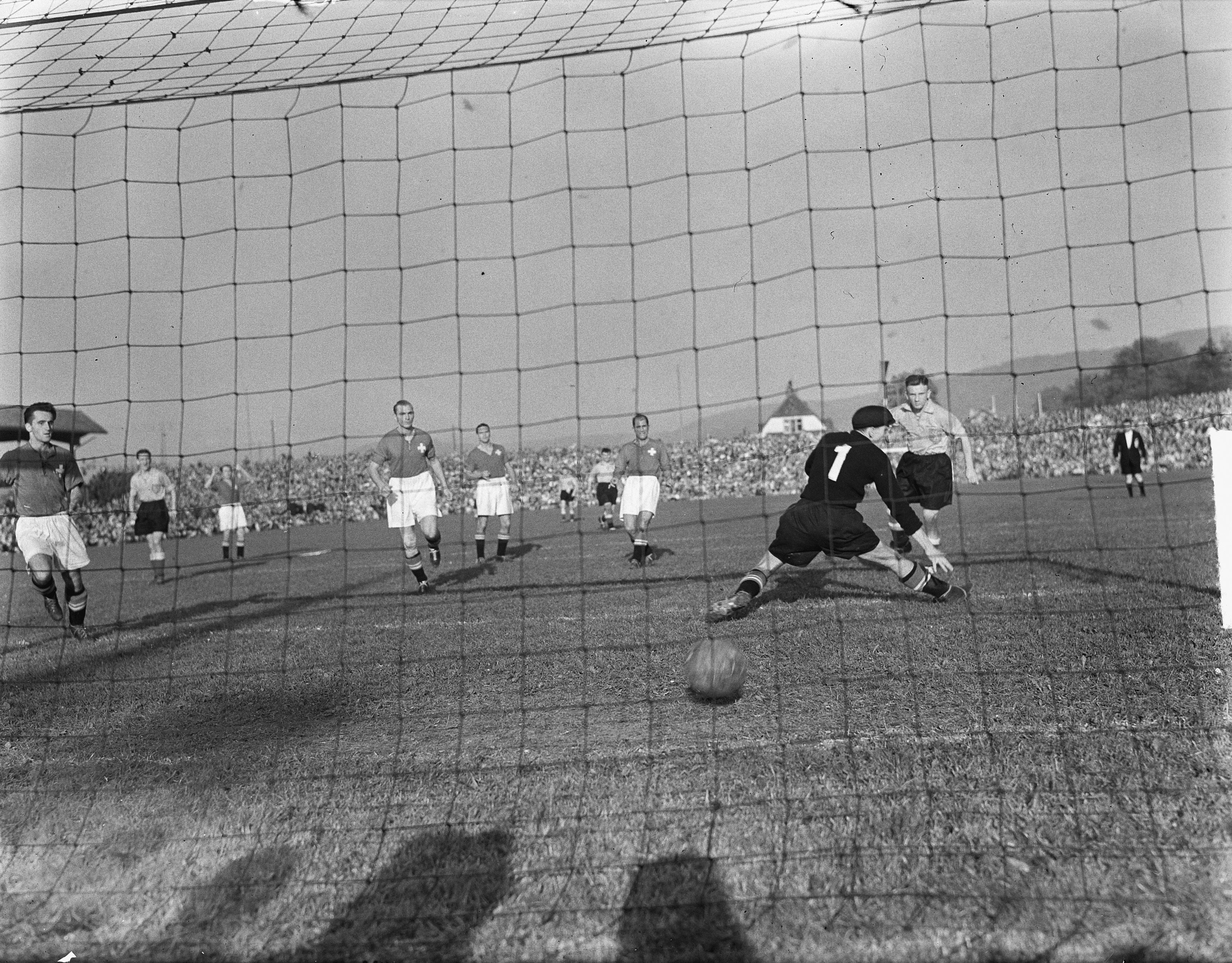
Rijvers überwindet den Schweizer Schlussmann Georges Stuber (Oktober 1950 in Basel).

Kees Rijvers bestritt zwischen Oktober 1946 (6:2 in Luxemburg) und März 1960 (4:3 in Surinam) 33 Spiele in der niederländischen A-Nationalelf und erzielte dabei 10 Tore. 1948 gehörte er der niederländischen Olympiamannschaft an. Von 1951 bis 1955 war diese Karriere unterbrochen, weil der niederländische Verband KNVB zu dieser Zeit keine Profis in die Elftal berief. Rijvers, Faas Wilkes und Abe Lenstra bildeten den in Holland berühmten „goldenen Innensturm“ der 1950er Jahre. Auch mit dem Torjäger Bram Appel, Anfang der 1950er gleichfalls Profi in Frankreich, hat Rijvers zusammengespielt. Im Mai 1947 war er für die Niederlande gegen Frankreich (0:4 in Paris) im Einsatz.
Anfang März 1953 nahm er an dem Benefizspiel (dem Watersnoodwedstrijd) im Pariser Prinzenpark zwischen einer Mannschaft niederländischer Auslandsprofis und Stade Reims zugunsten der Opfer der Jahrhundertflut teil. Er war Anfang 2023 der letzte noch lebende Teilnehmer dieses Fußballspiels.

## Der Trainer

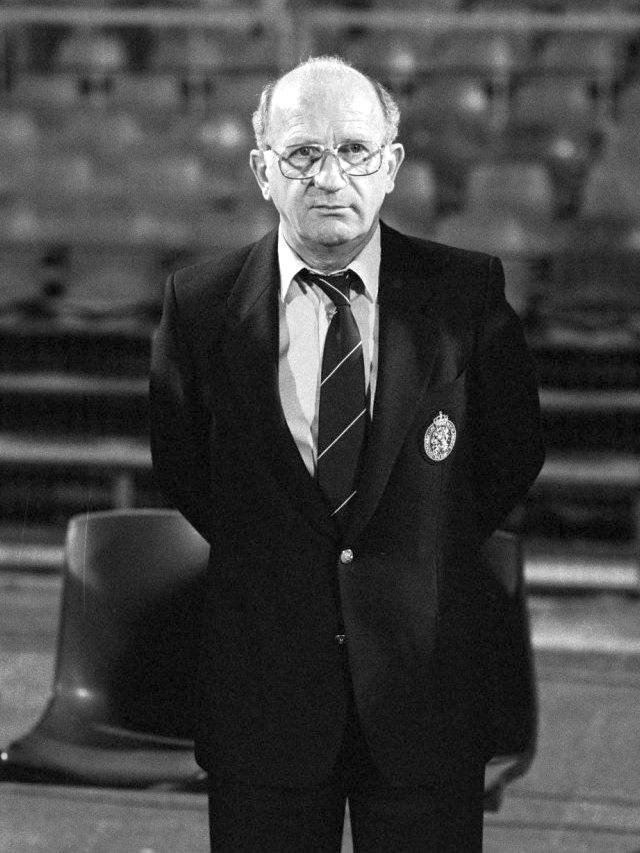
Kees Rijvers, 1982

Rijvers wechselte zügig vom Spielfeld auf die Trainerbank. 1963/64 trainierte er die Amateurmannschaft TSC Oosterhout, arbeitete anschließend bei Willem II Tilburg als Assistenztrainer des ehemaligen Nationalcoachs Jaap van der Leck und trat 1966 seine erste Stelle als Chefcoach beim FC Twente an, wo er das Amt von Friedrich Donnenfeld übernahm. In Enschede war man mit dem „Neuen“ sechs Jahre lang hoch zufrieden, auch wenn es nicht zu einem Titel reichte. 1972 sicherte sich die PSV Eindhoven die Dienste des Trainers, und dort schuf dieser in den folgenden acht Jahren eine höchst erfolgreiche Mannschaft, die nicht nur drei Meisterschaften (1975, 1976 und 1978) sowie zweimal den Landespokal (1974 und 1976) gewann, sondern 1978 – mit 3:0 und 0:0 gegen SEC Bastia im Finale – auch den UEFA-Cup. Das war weder die erste noch die letzte Begegnung des ehemaligen Profis der AS Saint-Étienne mit einer französischen Mannschaft: Im Europapokal der Landesmeister 1975/76 bereitete ausgerechnet „seine“ ASSE im Halbfinale nach zwei engen Spielen (0:0 und 0:1) den Träumen vom holländisch-deutschen Finale PSV gegen Bayern ein Ende. Im UEFA-Pokal 1979/80 traf Eindhoven erneut auf die Verts, und diesmal war der Ausgang noch bitterer: Nach einem 2:0 auf heimischem Geläuf wurde Rijvers’ Team im Rückspiel regelrecht abgestraft und mit einem 0:6 aus dem Stade Geoffroy-Guichard nach Hause geschickt.
Es lag wohl nicht vorrangig an dieser Niederlage, dass er 1980, nach acht guten Jahren in Eindhoven, das Bedürfnis nach einer neuen Aufgabe verspürte, die ihm der belgische Erstligist KVV Beringen-Heusden-Zolder bot. Am Saisonende stieg der Klub allerdings aus der Eerste Klasse ab, Rijvers hingegen rückte auf: Bereits im März 1981 hatte ihn der Niederländische Fußballverband KNVB zum Nationaltrainer (Bondscoach) gemacht. Es passt zu seiner Biographie, dass es bei seinem ersten Spiel in der neuen Rolle gegen Frankreich ging (1:0 in der WM-Qualifikation, aber zur WM-Endrunde fuhr trotzdem die Équipe tricolore). In den folgenden dreieinhalb Jahren (letztes Spiel im Oktober 1984) legte er, dem es selbst nicht gelungen war, die Elftal zur EM-Endrunde 1984 zu bringen, den Grundstein für den niederländischen EM-Titel 1988: Von den elf Spielern, die dann – im Finale von München – triumphieren sollten, debütierten Ronald Koeman, Frank Rijkaard, Adri van Tiggelen, Erwin Koeman, Jan Wouters, Marco van Basten, Ruud Gullit und Gerald Vanenburg unter Rijvers. Dieser Aufbau einer jungen und erfolgreichen Mannschaft trägt ihm bis heute die Wertschätzung der Fachwelt und vieler Fußballinteressierter in den Niederlanden ein.
Nach dieser Tätigkeit legte er eine Pause ein, kehrte von 1986 bis 1989 als technischer Direktor zum FC Twente zurück und setzte sich anschließend zur Ruhe. Die wurde allerdings Ende 1994 noch einmal unterbrochen, als der PSV Eindhoven vorübergehend ohne Trainer dastand und Rijvers für knapp drei Monate als Interimscoach holte, bis mit Dick Advocaat ein Nachfolger gefunden war.

## Nach der Trainerlaufbahn
Rijvers zog anschließend wieder nach Saint-Pierre auf der westfranzösischen Île d’Oléron, wo er bis in die 2010er Jahre lebte, ehe er in seinen Geburtsort Breda-Princenhage zurückkehrte. 2004 überreichte ihm sein damaliger Nachfolger als Bondscoach, Rinus Michels, den Œuvreprijs als Auszeichnung für seine Trainerlaufbahn.
Rijvers, der seit 1950 mit seiner Frau Annie verheiratet war, starb Im März 2024 im Alter von 97 Jahren.

## Erfolge

### Als Spieler
- Französischer Meister: 1956/57
- Französischer Pokalsieger: 1961/62
- 33 A-Länderspiele und 10 Treffer
- 220 Spiele und 58 Tore in der Division 1, davon 199/51 für Saint-Étienne und 21/7 für Stade Français
- Gewinner der Étoile d’Or als beständigster Spieler der Saison 1956/57

### Als Trainer
- Niederländischer Meister: 1974/75, 1975/76, 1977/78
- Niederländischer Pokalsieger: 1973/74, 1975/76
- UEFA-Pokalsieger: 1977/78
- Bilanz als Nationaltrainer der Niederlande:[8]

|                                  | Amtszeit | S         | G – U – V |
| 23. März 1981 – 17. Oktober 1984 | 19       | 9 – 3 – 7 |           |